# Renaison (rivière)
Pour les articles homonymes, voir Renaison (homonymie).
Le Renaison est une rivière française de 25.7 km prenant naissance à 979 mètres d'altitude dans les monts de La Madeleine et qui coule dans le département de la Loire, en région Auvergne-Rhône-Alpes. C'est un affluent direct de la Loire en rive gauche qui conflue à Roanne avec cette dernière.

## Affluent
- Le Mardeloup (7.8 km) et ses affluents (Les Salles..),
- La Montouse (10.8 km),
- Le Marclet (6.5 Km) et ses affluents (Contenson, Millets..),
- La Goutte Marcellin (5 km).

## Communes traversées
- Renaison
- Pouilly-les-Nonains
- Saint-Léger-sur-Roanne
- Riorges
- Roanne

## Hydrologie et utilisations
Le Renaison résulte de la réunion de 2 rivières essentiellement, situés dans les monts de la Madeleine, de La Tache et du Rouchain. Il est classé en liste 2.
Le massif granitique des Monts de la Madeleine est peu perméable et n’abrite pas d’aquifère d’importance ; il joue cependant un rôle important de stockage de l’eau (blocailles sur les sommets et colluvions) à l’origine de nombreuses sources. En aval, hors alluvions de la Loire, les formations aquifères sont peu productives.
L’hydrologie du Renaison est modifiée par la présence des barrages de la Tache (ou Chartain) et de Rouchain nécessaire à l'AEP (alimentation eau potable) qui captent les écoulements de plusieurs cours d’eau de la montagne.
Le module interannuel du Renaison a été estimé à Renaison pour 960 l/s par l'IRSTEA mais il est fortement influencé par les prélèvements des deux barrages construits en amont, à savoir le barrage du Chartrain (La tache) terminé en 1891 et le barrage du Rouchain terminé en 1976 qui servent en alimentation d'eau potable de la ville de Roanne pour un prélèvement annuel d'environ un peu plus de 6 000 000 M3. Ces constructions ont réduit significativement son débit d'environ 40% en moyenne depuis 1976. Pour autant, l'arrêté préfectoral 466 du 06/10/2005 maintient un débit suffisant dans Le Renaison pendant la période de début du printemps, l'été et le début de l'automne (du 01/03 au 30/09) avec 300 l/s car Le Renaison est classé en première catégorie piscicole et est considéré comme réservoir biologique (Truites fario essentiellement, Chabot) et quelques zones de frayères sont identifiées sur son parcours.
Débit moyen annuel influencé (en m3/s) mesuré à 0.630 m3/s sur l'ancienne station hydrologique : K092401001 - Le Renaison à Renaison pour le bassin versant de 137 km2 et à 360 m d'altitude. (Données mesurées sur 6 ans de 2013 à 2019).
Le DOE ou débit objectif d'étiage (Valeur de débit au-dessus de laquelle on considère que tous les usages peuvent être normalement assurés, que le bon fonctionnement des milieux aquatiques est garanti et qui doit être respecté à minima 8 années sur 10) a été estimé à Renaison par la commission locale de l'Eau à 260 l/s minimum et donc ce débit a servi à définir comme débit minimum biologique le débit d'étiage de 300 l/s.
La vallée du Renaison est classée Zone naturelle d'intérêt écologique, faunistique et floristique (Znieff) et est protégée afin de garder son territoire dans le même esprit qu'il était à son origine. L'eau du Renaison est reconnue pour ses qualités notamment ferrugineuse et est distribuée pour ses qualités. Elle les puise dans les tourbières situées en haut des monts de la Madeleine à plus de 1000 mètres d'altitude.
Après les nombreuses crues du XIXe siècle faisant naître un besoin de règlements administratifs, un arrêté préfectoral du 20/10/1860 antérieur à la construction des barrages suite à enquête publique de la préfecture de la Loire a défini la règlementation du Renaison de tous ses ouvrages et pour tous les usages de l'eau des riverains (irrigations et dérivations qui ont été définies et règlementées).
Ainsi, il a été énormément exploité pour sa force motrice dans le passé : de nombreuses usines, pour la plupart aujourd'hui en ruines, jalonnent son cours depuis l'amont de Renaison jusqu'à son confluent avec la Loire à Roanne. Au début du XIXe siècle, ses eaux étaient utilisées comme force motrice par une trentaine de moulins à blé, une papeterie, des laminoirs, un martinet à verges pour la manufacture de boutons de Roanne, et étaient captées par sept tanneries.
Il assure toujours l'irrigation de nombreux jardins à Renaison, Pouilly les Nonains, Riorges et Roanne par des dérivations nommées localement béals. Ces béals ont également servi à alimenter des tanneries à Roanne. Les frères Montgolfier possédaient une usine sur le Renaison. Certains biefs conservent encore aujourd'hui des usages hydroéléctriques.
Rivière à régime torrentiel qui descend des monts de la Madeleine en drainant un bassin de 137 km², le Renaison dépose beaucoup d'alluvions en Loire. Il est même vraisemblable que le quartier de Roanne compris entre le quai Commandant Lherminier et la rue des Charpentiers soit un ancien cordon lagunaire constitué d'alluvions apportées par le Renaison à l'époque médiévale.

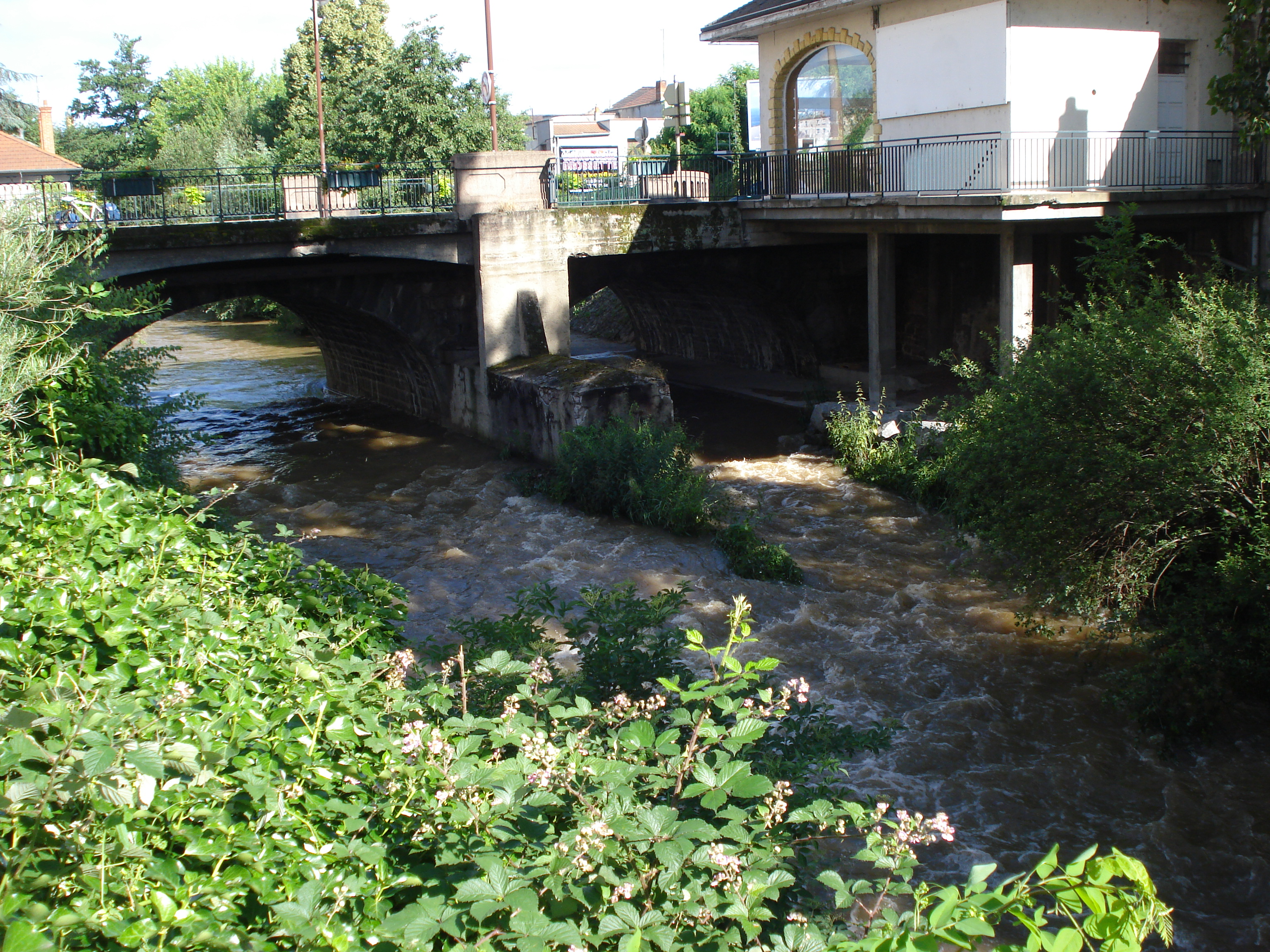
Un pont sur le Renaison à Roanne.
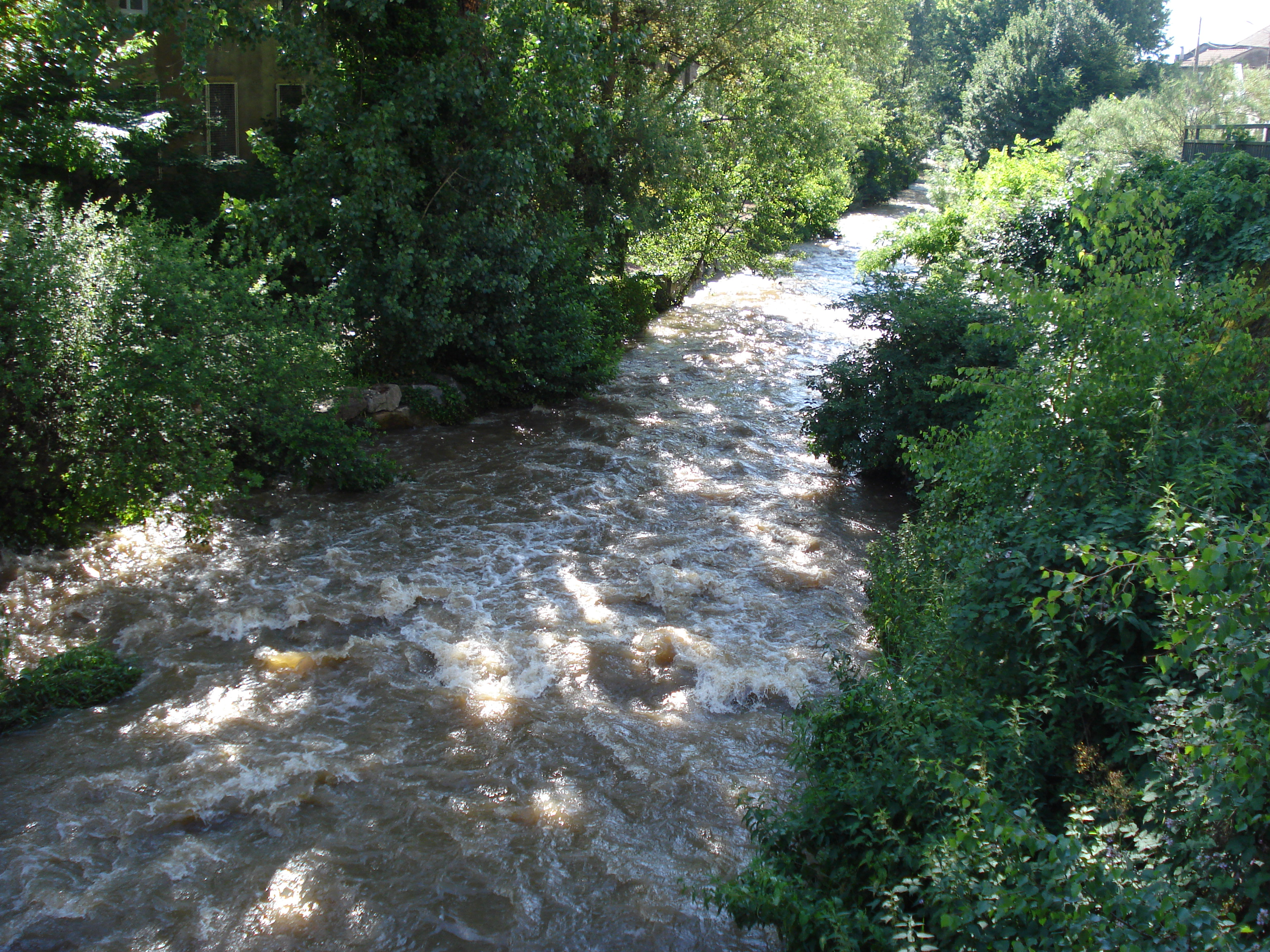
Le Renaison à Roanne.